# Fab Five Freddy
Pour les articles homonymes, voir Fred Brathwaite (homonymie) et Brathwaite.
Fred Brathwaite (né en 1959), plus connu sous le nom de Fab Five Freddy (souvent écrit Fab 5 Freddy), est un artiste de graffiti des années 1970. Freddy apparait et signe en 1981 le clip de Rapture de Blondie, qui est le premier cut de MTV. En 1988, il devient l'animateur de l'émission musicale Yo! MTV Raps.
Fab Five Freddy n'a pas fait beaucoup d’œuvres graffiti mais comptait parmi les artistes représentés au musée du Graffiti à Paris de 2017 à 2018, L'Aérosol, Maquis-art Hall of Fame organisé par Maquis-art.

## Filmographie
- 1986 : Nola Darling n'en fait qu'à sa tête de Spike Lee : Prétendant n°10
- 1991 :  New Jack City de Mario Van Peebles : Master of ceremonies
- 1993 : Who's the Man? de Ted Demme